# Ermita de Torregarcía
La ermita de Torregarcía o de la Virgen del Mar es una ermita dedicada a la virgen del Mar, construida a mediados del siglo XX y situada en el paraje litoral de Torregarcía, cerca de la torre homónima, en el término municipal de Almería (provincia de Almería, España).

## La Virgen del Mar, patrona de Almería
La playa de Torregarcía recibe este nombre por la torre atalaya homónima que se mandó construir tras la incorporación de Almería a la Corona de Castilla en 1489 y que tenía por misión la vigilancia costera. En 1502, el vigía Andrés de Jaén descubrió varada en la playa una imagen de la virgen María, de estilo gótico y tallada de una sola pieza en madera de nogal. La así llamada virgen del Mar se considera patrona de Almería a finales del siglo XVII, aunque el patronazgo no fue aprobado oficialmente hasta 1806 por Pío VII.

## Historia y descripción de la ermita
Si bien los fieles almerienses venían pidiendo una ermita para su patrona desde finales del siglo XVII, no fue sin embargo hasta 1953 cuando se levantó a instancias del entonces alcalde, Emilio Pérez Manzuco, y del hermano mayor, Miguel Viciana González, y en el lugar exacto de la aparición de la imagen (a un tiro de piedra hacia poniente desde la torre), la ermita actual, cuyos planos firmó el arquitecto municipal Guillermo Langle. 
La ermita tiene una inusual estética de reminiscencias africanas, marcada probablemente por el Movimiento Indaliano. La planta es octogonal y la cubierta en cúpula de media naranja. En el exterior, sostenido por sólidos contrafuertes, se abren vanos circulares y una gran puerta de entrada. Está decorada con un mosaico de Luis Cañadas Fernández.
En sus inmediaciones se celebra la popular Romería de la Virgen del Mar el segundo domingo de cada mes de enero.

## Galería de imágenes

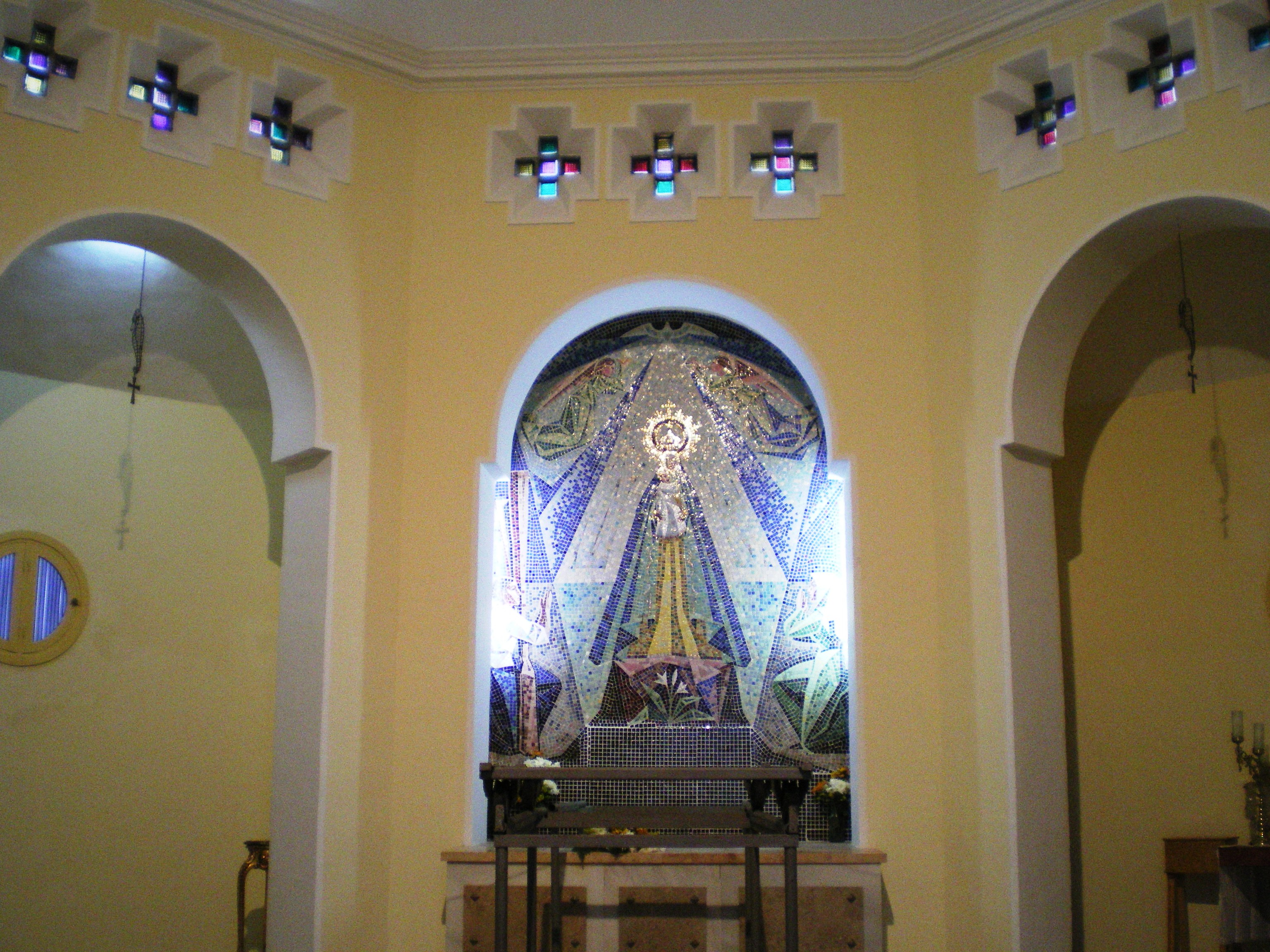
Vista del mosaico e interior.
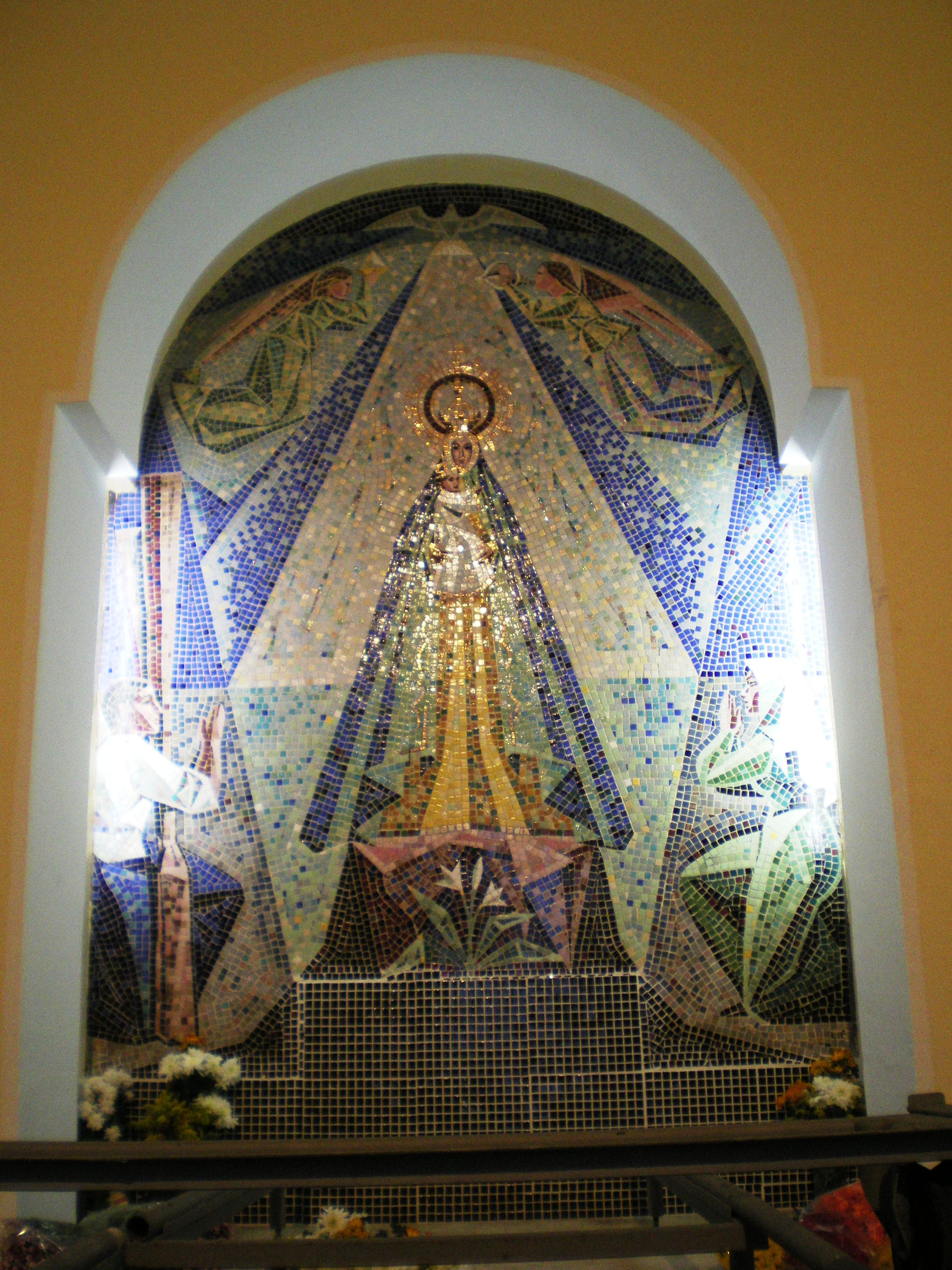
Mosaico de la Virgen, por Luis Cañadas.
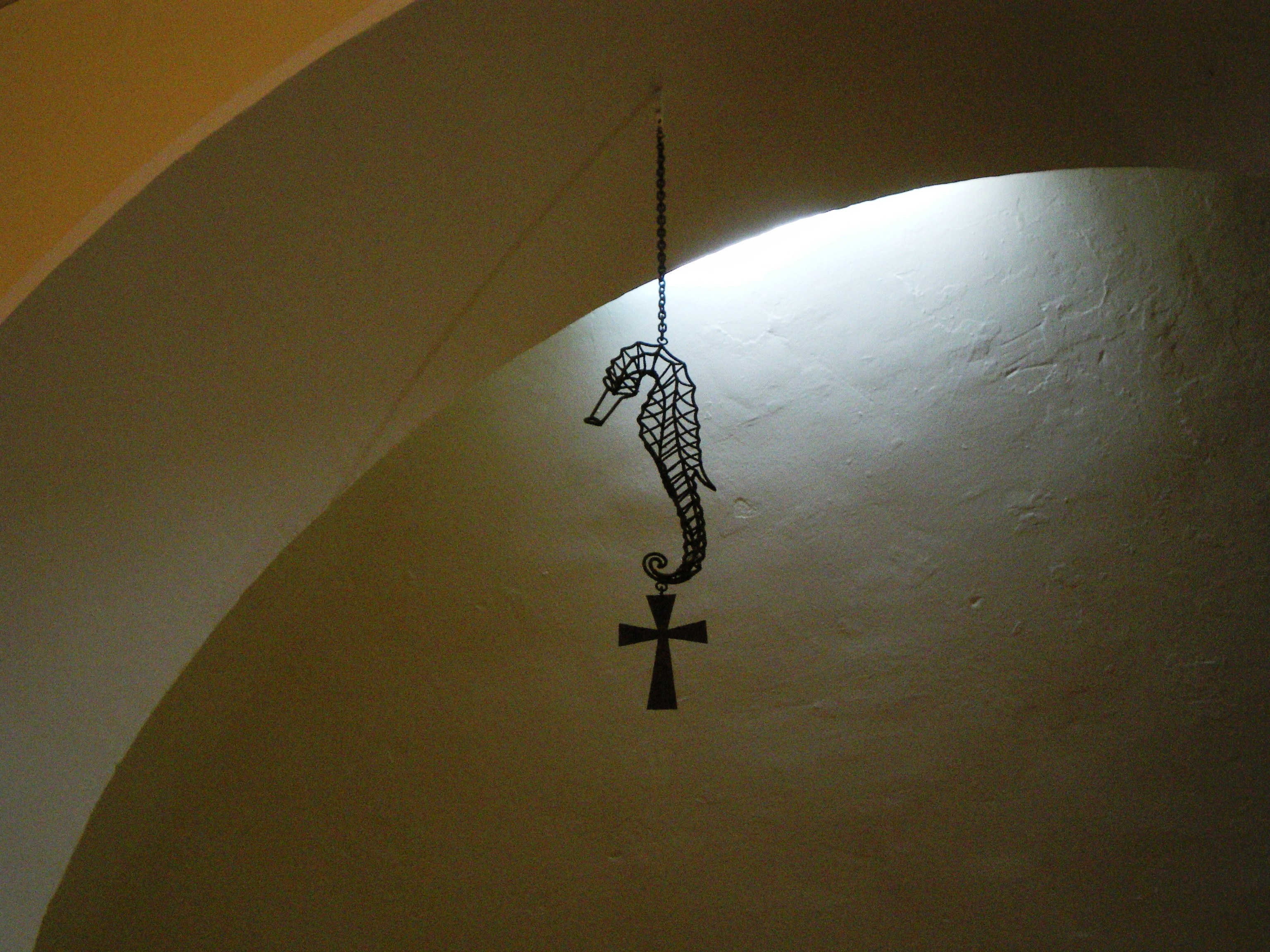
Interior: Crucifijo con caballito de mar.